# Teorema de Taylor–Proudman
En mecànica de fluids, el teorema de Taylor-Proudman (en honor de Geoffrey Ingram Taylor i Joseph Proudman) enuncia que quan un cos sòlid es mou lentament dins un fluid que rota de forma constant amb una gran velocitat angular {\displaystyle \Omega }, la velocitat del fluid serà uniforme al llarg de qualsevol línia paral·lela a l'eix de rotació. {\displaystyle \Omega } ha de ser relativament ràpida comparada amb el moviment del cos per fer que la força de Coriolis sigui intensa comparada amb els termes d'acceleració.
Això es pot veure considerant les equacions de Navier-Stokes per a flux constant, amb viscositat zero i una força del cos corresponent a la força de Coriolis, que són:
{\displaystyle \rho ({\mathbf {u} }\cdot \nabla ){\mathbf {u} }={\mathbf {F} }-\nabla p}
on {\displaystyle {\mathbf {u} }} és la velocitat del fluid, {\displaystyle \rho } és la densitat del fluid, i {\displaystyle p} la pressió. Si ara considerem que el terme advectiu és negligible (que ho sol ser quan el nombre de Rossby és molt més petit que la unitat) les equacions es transformen en:
{\displaystyle 2\rho \Omega \times {\mathbf {u} }=\nabla p}
on {\displaystyle \Omega } és el vector de velocitat angular. Si es pren el rotacional d'aquesta equació, el resultat és el teorema de Taylor-Proudman:
{\displaystyle ({\mathbf {\Omega } }\cdot \nabla ){\mathbf {u} }={\mathbf {0} }.}
Per derivar això, calen les identitats vectorials
{\displaystyle \nabla \times (A\times B)=(A\cdot \nabla )B-(B\cdot \nabla )A+B(\nabla \cdot A)-A(\nabla \cdot B)}
i
{\displaystyle \nabla \times (\nabla p)=0}.
Observeu que {\displaystyle \nabla \cdot {\mathbf {\Omega } }=0} també és necessària.
La forma vectorial del teorema de Taylor–Proudman s'entén millor expressant-la en els seus components respecte als eixos de coordenades:
{\displaystyle \Omega _{x}{\frac {\partial {\mathbf {u} }}{\partial x}}=0}
{\displaystyle \Omega _{y}{\frac {\partial {\mathbf {u} }}{\partial y}}=0}
{\displaystyle \Omega _{z}{\frac {\partial {\mathbf {u} }}{\partial z}}=0}
Ara es trien les coordenades en les quals {\displaystyle \Omega _{x}=\Omega _{y}=0} i llavors les equacions es redueixen a 
{\displaystyle {\frac {\partial {\mathbf {u} }}{\partial z}}=0,}
si {\displaystyle \Omega _{z}\neq 0}. Fixeu-vos que això implica que les tres components del vector velocitat són uniformes al llarg de qualsevol línia paral·lela a l'eix Z.

## Columna de Taylor
La columna de Taylor és un cilindre imaginari projectat per sobre i per sota d'un cilindre real que ha estat situat paral·lelament a l'eix de rotació (a qualsevol lloc del flux, no necessàriament al centre). El flux es corbarà al voltant de tant els cilindres imaginaris com el real a causa del teorema de Taylor-Proudman, que afirma que el flux en un fluid viscós en rotació homogènia és bidimensional en el pla ortogonal a l'eix de rotació i per tant, no hi ha variació en el flux al llarg de l'eix {\displaystyle {\vec {\Omega }}}, que sovint es pren com a eix {\displaystyle {\hat {z}}}.
La columna de Taylor és un efecte simplificat d'observacions experimentals del que succeeix a l'atmosfera i els oceans terrestres.